# Amerikanska frihetskriget
Nordamerikanska frihetskriget (även känt som amerikanska frihetskriget) var det krig 1775–1783 genom vilket landet USA bildades och blev en självständig stat. Kriget började som ett krig mellan Kungariket Storbritannien och de tretton brittiska kolonierna i Nordamerika och utvecklades till ett globalt krig mellan flera europeiska stormakter.

## Bakgrund
Kriget var resultatet av den amerikanska revolutionen. Kolonisternas ståndpunkt var att Stamp Act från 1765, som infördes av Storbritanniens parlament, stred mot grundlagen. Det brittiska parlamentet insisterade på att de hade rätt att beskatta kolonisterna. Kolonisterna hävdade att eftersom de var brittiska medborgare var beskattning utan representation olagligt. De amerikanska kolonisterna bildade den enande Kontinentalkongressen och en skuggregering i varje koloni, dock till synes med påstådd lojalitet mot monarken och en plats i det brittiska imperiet. Den amerikanska bojkotten av direkt beskattat brittiskt te ledde till Tebjudningen i Boston 1773. London svarade genom att avsluta självstyret i Massachusetts, som försattes under kontroll av den brittiska armén med general Thomas Gage som guvernör. I april 1775 fick Gage veta att vapen samlades ihop i Concord och skickade brittiska trupper för att beslagta och förstöra dem. Den lokala milisen, känd som 'minutemen', konfronterade trupperna och eld utväxlades (se Slagen vid Lexington och Concord). Efter upprepade petitioner från kontinentalkongressen till den brittiska monarkin med syfte att undvika konflikt, försvann de sista förhoppningarna om kompromiss, när kolonisterna förklarades som förrädare i ett kungligt dekretet. Kongressen svarade med en självständighetsförklaring och bildade en ny suverän nation utanför det brittiska imperiet, Amerikas förenta stater, den 4 juli 1776.

## Översikt över krigsförloppet
Från början av 1776 försåg Frankrike, Spanien och Republiken Förenade Nederländerna (kort kallad holländska republiken) i all hemlighet revolutionärerna med förnödenheter, ammunition och vapen. Efter tidiga brittiska framgångar uppstod ett dödläge i kriget. Britterna använde sin flottas överlägsenhet för att belägra och ockupera amerikanska kuststäder, medan rebellerna i hög grad kontrollerade landsbygden, där 90 procent av befolkningen bodde. Den brittiska strategin att förlita sig på att mobilisera regeringstrogna miliser, kunde aldrig fullt ut realiseras. En brittisk invasion från Kanada slutade i tillfångatagandet av den brittiska armén, under slaget vid Saratoga 1777. Den amerikanska segern övertygade Frankrike att ingripa i kriget 1778, vilket balanserade de två sidornas militära styrkor. Spanien och den holländska republiken – båda allierade med Frankrike – förklarade också krig mot Storbritannien under de kommande två åren, Hotat med en invasion av Storbritannien och fälttåg i Europa, prövade allvarligt den brittiska militära styrkan. Spaniens involvering kulminerade i utdrivningen av brittiska arméer från Västra Florida och säkrade därmed den amerikanska södra flanken.
Frankrikes involvering visade sig vara avgörande men dyr, genom att Frankrike blev ruinerat. En fransk sjöseger i Chesapeake ledde till att franska och kontinentala arméer kunde belägra Yorktown i Virginia, där en andra brittisk armé tvingades kapitulera 1781. År 1783 avslutade Parisavtalet kriget, som erkände USA:s suveränitet över det territorium som ungefär begränsades av vad som nu är Kanada i norr, Florida i söder och Mississippifloden i väster.

## Frihetskrigets inledning
Vid Lexington skedde 19 april 1775 den första sammandrabbningen mellan kolonisterna och de engelska trupperna. Kolonisterna hade förvarnats om britternas attack genom patrioten Paul Reveres berömda ritt. Kriget fördes i början i trakterna omkring Boston. George Washington hade av kongressen blivit utsedd till överbefälhavare över koloniernas krigsmakt. Engelsmännen tvingades utrymma Boston, men mottog inom kort förstärkningar så att deras styrka uppgick till 40 000 man. Washington hade besatt New York och intagit fasta positioner vid Hudsonfloden, men tvingades med sina underlägsna och illa utrustade trupper dra sig tillbaka till andra sidan av Delawarefloden.

## Självständighetsförklaringen

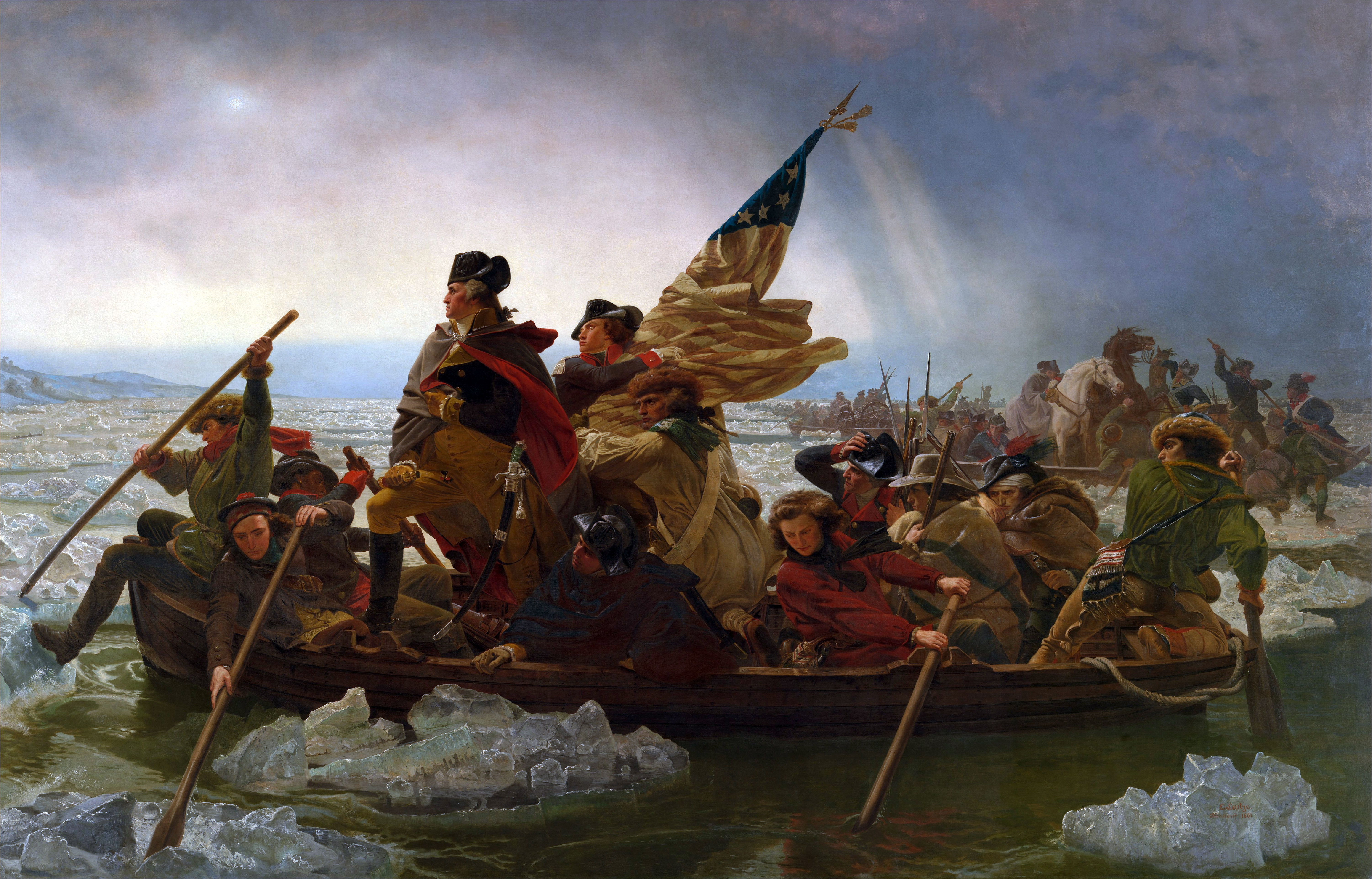
Washington korsar Delawarefloden.

Kongressen hade nyss genomfört självständighetsförklaringen av 4 juli 1776 och därmed förklarat de förenade koloniernas självständighet, men syntes sakna medel att försvara dem. Washington gick åter över Delawarefloden och slog fienden vid Trenton (26 december 1776) och vid Princeton (3 januari 1777). Under sommaren ryckte han vidare fram mot Pennsylvania, men led två kännbara nederlag vid Brandywine (11 september) och Germantown (4 oktober), varefter Philadelphia för en tid besattes av engelsmännen. Dessa bakslag uppvägdes likväl av framgångarna vid Hudsonfloden där den engelske generalen Burgoyne stängdes in och tvingades kapitulera (17 oktober 1777), med hela sin armé. Denna seger kom att utöva ett avgörande inflytande på det fortsatta kriget.

## Frankrike griper in
Frankrike, som hittills varit avvaktande, förmåddes (6 februari 1778) att ingå ett handels- och förbundsfördrag med de tretton kolonierna, på grundval av koloniernas självständighet. Fördraget biträddes av Spanien (12 april 1779) och kom amerikanerna väl till pass, emedan det innebar fransmännens och spanjorernas deltagande i kriget och till följd därav en splittring av engelsmännens stridskrafter.
Kriget fortfor emellertid under växlande lycka. 1778 riktade engelsmännen sin huvudstyrka mot södern, Georgia och Carolina, där England ännu hade många anhängare. Savannah och Charleston erövrades och 16 augusti 1780 segrade Cornwallis vid Camden över den amerikanske generalen Gates. Kort dessförinnan landsteg på Rhode Islands kust en fransk hjälpkår under general de Rochambeau. Washingtons trupper opererade under de följande månaderna mot den engelska huvudstyrkan i New York.

## Vägen mot fred

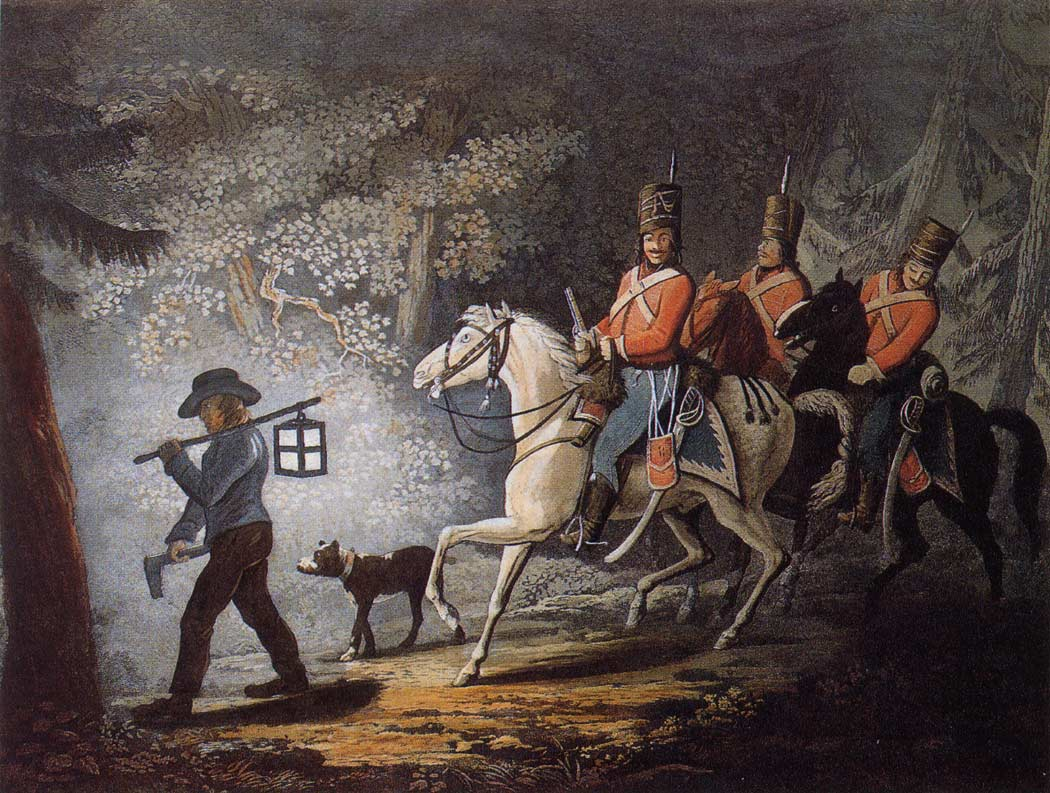
Kontingenter från flera tyska stater deltog på den brittiska kronans sida.

På hösten 1781 bröt Washington och de Rochambeau upp därifrån och skyndade i ilmarscher till Virginia, där general Cornwallis en tid attackerat Lafayette, som anförde en mindre amerikansk häravdelning. Cornwallis blev instängd vid Yorktown och tvingades efter några veckors belägring kapitulera med hela sin armé (19 oktober 1781). Denna seger blev avgörande för att amerikanerna skulle uppnå självständighet. Storbritannien sträckte snart därefter ut handen för fredsförhandlingar. Den 30 november 1782 ingick amerikanernas ombud, Benjamin Franklin, ett separat preliminärfördrag med England, där den unga republiken fick sin självständighet erkänd, erhöll fördelaktiga gränser mot Kanada, samt del i fisket vid Newfoundland.
Den 3 april 1783 undertecknade Sveriges ambassadör i Paris, Gustaf Filip Creutz, tillsammans med Benjamin Franklin ett svensk-amerikansk vänskaps- och handelstraktat. Sverige blev härigenom den första stat, utanför de krigande parterna, som erkände den nya staten. Den 3 september 1783 undertecknades den definitiva freden med England i Paris, samma dag som freden i Versailles ingicks mellan England och de bourbonska makterna: Frankrike och Spanien.

## Den nya republiken

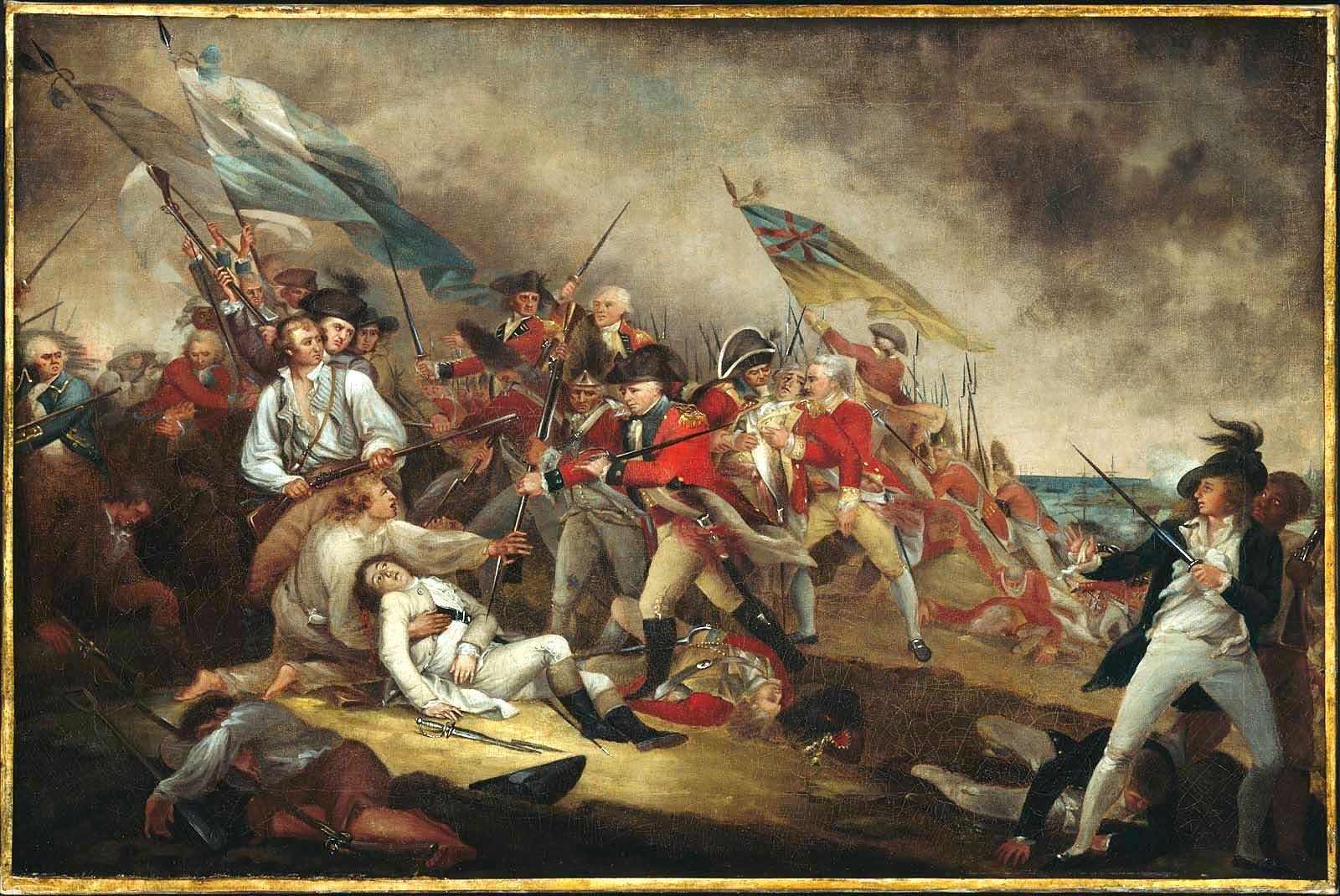
Slaget vid Bunker Hill.

Redan under frihetskriget hade de tretton kolonierna genom en grundlag ("konfederationsartiklarna" av den 9 juli 1778) slutit sig samman till ett slags statsförbund med en gemensam men mycket svag regering, kallad staternas generalkongress. Förbundets lösa och otillfredsställande beskaffenhet väckte snart tanken att genom en ny unionsförfattning närmare knyta samman de olika staterna. Åsikten delades av de så kallade federalisterna, vilka företrädesvis fanns i de nordöstra, handels- och industriidkande staterna, och bland sig räknade sådana män som Washington och Alexander Hamilton. Dessa bekämpade den politiska partikularismen och ansåg att de enskilda staterna, med bibehållande av sin särart och rättigheter, kunde och borde ingå i en högre statsenhet med gemensamma intressen, med en gemensam representation och en stark regering.
Deras motståndare höll på de enskilda staternas suveränitet och ville ej veta av någon närmare förening. Dessa fanns företrädesvis i Virginia och de södra plantagestaterna och leddes av Thomas Jefferson. Som motvikt bildade de det parti som kallades det antifederalistiska eller republikanska och vilket senare fick namnet demokratiska partiet. De federalistiska åsikterna kom dock att segra. I maj 1787 sammanträdde under Washingtons presidium ett författningskonvent i Philadelphia, som efter många strider fick Förenta staternas nuvarande författning färdig 17 september samma år.
Denna författning antogs efter hand av de olika staterna och trädde i kraft den 4 mars 1789. Kort därpå blev Washington republikens förste president (1789–1797). Hans gärning blev att befästa enigheten, försona partierna, ordna förvaltning och lagskipning, samt ingjuta förtroende för det nya samhällsskicket hos sina landsmän.